# 갈락티코스
갈락티코스(스페인어: Galácticos, 영어: Galactics)는 레알 마드리드의 회장인 플로렌티노 페레스  재임시기 (2000–2006, 2009–현재) 추구했던 갈락티코스 정책에 의해 입단한 레알 마드리드 축구 선수들이다.

## 어원
갈락티코스(Galácticos)는 스페인어로 은하의, 은하수의, 은하계의를 의미하며 전세계 최고의 축구 슈퍼스타들을 수집하며 은하수가 되겠다는 상징적인 용어이다. 국내에서는 '은하 군단' 등으로 의역하기도 한다.

## 갈락티코스 1기 (2000–2007)
갈락티코스 1기는 대략 2000년 루이스 피구의 입단부터 2007년 데이비드 베컴의 퇴단 시기로 본다.
- 플로렌티노 페레스 재임시기 영입된 선수들
  -  루이스 피구 (2000–2005, 이적료: )
  -  지네딘 지단 (2001–2006, 이적료: )
  -  호나우두 (2002–2007, 이적료: )
  -  데이비드 베컴 (2003–2007, 이적료: )
  -  마이클 오언 (2004–2005, 이적료: )
  -  호비뉴 (2005–2008, 이적료: )
  -  세르히오 라모스 (2005–2021, 이적료: €27M)

- 플로렌티노 페레스 재임시기 이외 영입된 선수들
  -  이케르 카시야스 (1999–2015, 유스 시스템 출신)

## 갈락티코스 2기 (2009–2018)
- 플로렌티노 페레스 재임시기 영입된 선수들
  -  카카 (2009–2013, 이적료: )
  -  카림 벤제마 (2009–현재, 이적료: )
  -  크리스티아누 호날두 (2009–2018, 이적료: )
  -  사비 알론소 (2009–2014, 이적료: )
  -  앙헬 디마리아 (2010–2014, 이적료: )
  -  루카 모드리치 (2012–현재, 이적료: )
  -  가레스 베일 (2013–현재, 이적료: )
  -  토니 크로스 (2014–현재, 이적료: )
  -  하메스 로드리게스 (2014–현재, 이적료: )

- 플로렌티노 페레스 재임시기 이외 영입된 선수들
  -  이케르 카시야스 (1999–2015, 유스 시스템 출신)

## 다른 갈락티코들

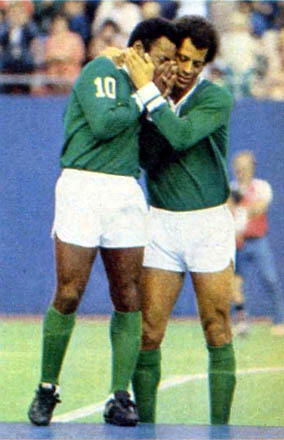
뉴욕 코스모스는 더 갈락티코스 레트로의 일환으로 펠레와 카를로스 알베르토를 영입했다.

- 뉴욕 코스모스[1][2] 1971–1984 ("더 갈락티코스 레트로")
- 첼시[3] 2003–
- LA 갤럭시 2007–2012
- 맨체스터 시티[4] 2009–
- 안지 마하라칼라[5] 2011–2013
- 파리 생제르맹 FC[6][7] 2012–
- AS 모나코 2013–2014
- 맨체스터 유나이티드 [8][9] 2014– ("반 할락티코스")